# Leptogaster coarctata
Leptogaster coarctata là một loài ruồi trong họ Asilidae. Leptogaster coarctata được Hermann miêu tả năm 1917. Loài này phân bố ở miền Ấn Độ - Mã Lai.